# 安西節度使
安西節度使，又称安西四镇節度使、四镇節度使，是唐朝在西域地区为防御天山南路安西四镇设置的節度使，天宝十节度使之一。712年九月安西都护领四镇经略大使，驻安西都护府（龟兹，今新疆库车县）。718年，副都护领碛西节度使，驻西州。727年，改为伊西节度使，731年与北庭节度使合并为安西四镇北庭节度使。741年，再次分为北庭節度使和安西四镇节度使。安西四镇節度使抚宁西域，下辖龟兹、疏勒、于阗、焉耆四镇和安西都护府，领两万四千人。757年，改名镇西节度使。767年，复名安西節度使。790年，因为安西失陷吐蕃，又泾原节度使兼领安西節度。

## 历代節度使
- 郭虔瓘（715年－？）
- 夫蒙靈詧(?-?)
- 高仙芝（747年－752年）
- 封常清（752年－756年）
- 李珙（756年）
- 卫伯玉（759年－？）
- 马璘（763年－？）
- 郭昕（781年）

驻怀州的镇西北庭行营节度使
- 李嗣业（758年－759年）
- 荔非元礼（759年－762年）
- 白孝德（762年）